# Toumousséni
Toumousséni est une localité située dans le département de Banfora de la province de la Comoé dans la région des Cascades au Burkina Faso.

## Éducation et santé
La commune accueille un centre de santé et de promotion sociale (CSPS) tandis que le centre hospitalier régional (CHR) se trouve à Banfora.
Le village possède deux écoles primaires, l'une publique, l'autre coranique. 